# Rubén Zamponi
Rubén Osvaldo Zamponi (Buenos Aires, 15 luglio 1986) è un ex calciatore argentino, di ruolo difensore.

## Caratteristiche tecniche
È un difensore centrale.